# Nacionalismo blanco

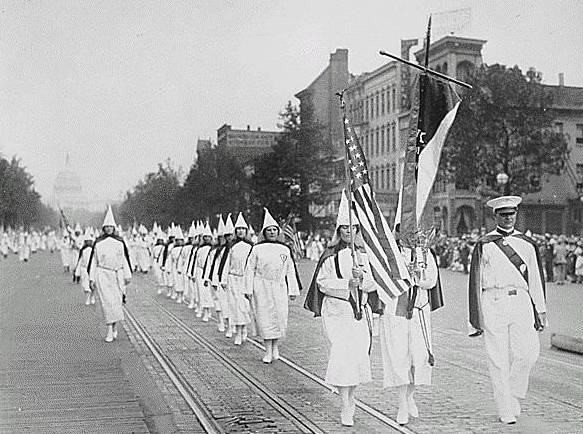
Desfile del grupo supremacista blanco Ku Klux Klan marchando por la Av. Pennsylvania, Washington D.C. (EEUU) en 1928.

El nacionalismo blanco es un tipo de nacionalismo o panacionalismo que defiende la creencia de que los blancos son una raza y busca desarrollar y mantener una identidad nacional y racial blanca. Muchos de sus defensores se identifican con el concepto de una nación blanca, o un «etnoestado blanco».
Analistas describen el nacionalismo blanco como algo que se solapa con el supremacismo blanco y el separatismo blanco. El nacionalismo blanco se describe a veces como un eufemismo o un subconjunto del supremacismo blanco y los periodistas y analistas han utilizado ambos indistintamente. El separatismo blanco es la búsqueda de un "estado sólo para blancos", mientras que el supremacismo es la creencia de que los blancos son superiores a los no blancos y deben dominarlos, tomando ideas del darwinismo social y el nazismo. Los nacionalistas blancos suelen evitar usar el término "supremacía" porque tiene connotaciones negativas.
Los nacionalistas blancos dicen que buscan asegurar la supervivencia de la raza blanca y de las culturas de los estados históricamente blancos. Sostienen que los blancos deben mantener su mayoría en los países de mayoría blanca, mantener su dominio político y económico, y que sus culturas deben ser lo más importante. Muchos nacionalistas blancos creen que el mestizaje, el multiculturalismo, la inmigración de no blancos y las bajas tasas de natalidad entre los blancos están amenazando a la raza blanca, y algunos argumentan que equivale a un genocidio blanco. Los críticos sostienen que el término "nacionalismo blanco" es simplemente un "cambio de nombre" y que ideas como el orgullo blanco existen únicamente para proporcionar una cara pública aséptica a la supremacía blanca, y que la mayoría de los grupos nacionalistas blancos promueven la violencia racial.

## Historia y uso
Según Merriam-Webster el primer uso documentado del término "nacionalista blanco" fue en 1951, para referirse a un miembro de un grupo militante que propugna la supremacía blanca y la segregación racial. Merriam-Webster también señala el uso de una frase conformada por estas dos palabras ya en 1925. El término fue utilizado originalmente por los supremacistas blancos como un eufemismo para la supremacía blanca, con puntos de vista específicos desarrollados posteriormente. Según Daryl Johnson, un experto en contraterrorismo del Departamento de Seguridad Nacional de los Estados Unidos, el término se utilizó para parecer más creíble y evitar al mismo tiempo los estereotipos negativos sobre los supremacistas blancos. Los miembros modernos de organizaciones racistas como el Ku Klux Klan suelen estar a favor del término y evitan autodescribirse como supremacistas blancos.
Algunos sociólogos han utilizado el nacionalismo blanco como término global para una serie de grupos e ideologías de supremacía blanca, mientras que otros consideran que estos movimientos son distintos. Los análisis sugieren que los dos grupos se solapan en gran medida en cuanto a miembros, ideología y objetivos. Los grupos de derechos civiles han descrito los dos términos como funcionalmente intercambiables. Ryan Lenz, del SPLC, ha dicho que "no hay realmente ninguna diferencia", y Kristen Clarke, del Comité de Abogados por los Derechos Civiles bajo la Ley, ha dicho que "no hay ninguna distinción defendible que pueda establecerse entre la supremacía blanca, el nacionalismo blanco o el separatismo blanco en la sociedad actual". En ocasiones, las noticias se refieren a un grupo o movimiento con uno u otro término, o con ambos indistintamente.

## Ideas
Los nacionalistas blancos dicen que buscan asegurar la supervivencia de la raza blanca y de las culturas de los estados históricamente blancos. Sostienen que los blancos deben mantener su mayoría en los países de mayoría blanca, mantener su dominio político y económico, y que sus culturas deben ser lo más importante. Muchos nacionalistas blancos creen que el mestizaje, el multiculturalismo, la inmigración de no blancos y las bajas tasas de natalidad entre los blancos están amenazando a la raza blanca, y algunos argumentan que equivale a un genocidio blanco. Los críticos sostienen que el término "nacionalismo blanco" es simplemente un "cambio de nombre" y que ideas como el orgullo blanco existen únicamente para proporcionar una cara pública aséptica a la supremacía blanca, y que la mayoría de los grupos nacionalistas blancos promueven la violencia racial.
Samuel P. Huntington describió a los nacionalistas blancos como un grupo que argumenta que el cambio demográfico en los Estados Unidos hacia los no blancos traería una nueva cultura que es intelectual y moralmente inferior. Los nacionalistas blancos afirman que este cambio demográfico trae acción afirmativa, guetos de inmigrantes y estándares educativos en declive. La mayoría de los nacionalistas blancos estadounidenses dicen que la inmigración debe restringirse a personas de ascendencia europea.
Los nacionalistas blancos adoptan una variedad de creencias religiosas y no religiosas, incluyendo varias denominaciones cristianas, generalmente protestantes, aunque algunas específicamente se superponen con la ideología nacionalista blanca (la identidad cristiana, por ejemplo, es una familia de denominaciones supremacistas blancas), el neopaganismo germánico (p. Ej. Wotanismo) y ateísmo.

### Definiciones de lo blanco
La mayoría de los nacionalistas blancos definen a los blancos de forma restringida. En los Estados Unidos, a menudo, aunque no exclusivamente, implica ascendencia europea no judía. Algunos nacionalistas blancos recurren a la taxonomía racial del siglo XIX. Muchos nacionalistas blancos se oponen a Israel y al sionismo, mientras que algunos, como William Daniel Johnson y Taylor, han expresado su apoyo a Israel y han establecido paralelismos entre su ideología y el sionismo. Diferentes teorías raciales, como el nordicismo y el germanismo, definen a los diferentes grupos como blancos, ambos excluyendo a algunos europeos del sur y del este.

## Críticas
Críticos han descrito el nacionalismo blanco como una "ideología un tanto paranoica" basada en la publicación de estudios pseudoacadémicos. Carol M. Swain sostiene que el objetivo no declarado del nacionalismo blanco es atraer a un público más amplio, y que la mayoría de los grupos nacionalistas blancos promueven el separatismo blanco y la violencia racial. Los opositores acusan a los nacionalistas blancos de odio, intolerancia racial y política de identidad destructiva. Los grupos supremacistas blancos tienen una historia de perpetrar crímenes de odio, particularmente contra personas de ascendencia judía, indígena o africana. Los ejemplos incluyen el linchamiento de personas negras por el Ku Klux Klan (KKK).
Algunos críticos argumentan que los nacionalistas blancos -aunque postulan como grupos de derechos civiles que abogan por los intereses de su grupo racial- a menudo recurren a las tradiciones de odio del KKK y del Frente Nacional Británico. Los críticos han notado la retórica antisemita utilizada por algunos nacionalistas blancos, como lo destaca la promoción de teorías de conspiración como el Gobierno de Ocupación Sionista (ZOG).

## Organizaciones notables
- Amanecer Dorado
- Alianza Nacional (Estados Unidos)
- Antipodean Resistance
- Atomwaffen Division
- Consejo de Ciudadanos Conservadores
- Frente Americano
- Frente Nacionalista (Estados Unidos)
- Frente Patriota
- Frente Patriótico (Austria)
- Nación Aria
- Movimiento de la Creatividad
- Movimiento de Resistencia Afrikáner
- Movimiento Nacional Socialista de Dinamarca
- Movimiento Nacional Socialista (Estados Unidos)
- Movimiento Nacional Socialista de Noruega
- Movimiento Nacional Socialista en los Países Bajos
- Movimiento de Resistencia Nórdico
- German American Bund
- Hammerskins
- Ku Klux Klan
- Liga del Sur
- Legión de Plata
- Liga Nacional Socialista
- Partido Estadounidense de la Libertad
- Partido Liberal-Demócrata de Rusia
- Partido Nacionalsocialista Obrero
- Partido Nacionalsocialista Obrero Alemán
- Partido Nacionalsocialista Obrero Búlgaro
- Partido Nacional Socialista Obrero Danés
- Partido Nacionalsocialista Obrero Neerlandés
- Partido Nacional Socialista Sueco
- Partido Nacional Social Cristiano
- Partido Nazi Americano
- Partido Rexista
- Restauración Nacional Polaca
- Unidad Nacional Rusa
- Vanguard America
- White Lives Matter

## Personas destacadas
- Virginia Abernethy
- Andrew Auernheimer
- Andrew Anglin
- Gordon Lee Baum
- Louis Beam
- Richard Girnt Butler
- Theodore G. Bilbo
- Don Black
- Adolf Hitler
- Peter Brimelow
- Thomas W. Chittum
- Craig Cobb
- Harold Covington
- Ian Stuart Donaldson
- David Duke
- James Edwards
- Paul Fromm
- Matthew F. Hale
- Aleksandr Barkashov
- Hinton Rowan Helper
- William Daniel Johnson
- Ben Klassen
- August Kreis III
- Alex Linder
- Kevin B. Macdonald
- Tom Metzger
- Benito Mussolini
- Nikolaos Michaloliakos
- Ilias Kasidiaris
- Merlin Miller
- William Dudley Pelley
- William Luther Pierce
- Thomas Robb
- Jeff Schoep
- Joseph Goebbels
- Saga
- Richard B. Spencer
- Gerald L. K. Smith
- Edgar Steele
- J. B. Stoner
- Heinrich Himmler
- Kevin Alfred Strom
- Tomislav Sunić
- Wesley A. Swift
- Pedro Varela Geiss
- Hal Turner
- Julius Streicher
- Matthew Heimbach
- Jared Taylor
- Eugène Terre'Blanche
- Varg Vikernes
- James Wickstrom

## Medios notables
- American Renaissance
- Candour
- Der Angriff
- Info-14
- Neues Volk
- Metapedia
- Occidental Observer
- Podblanc
- The Political Cesspool
- Redwatch
- Stormfront
- The Daily Stormer
- Vanguard News Network
- Gab
- Vanguardia Nacional
- Voat
- Völkischer Beobachter